# SoundTeMP
SoundTeMP는 게임 음악을 주로 다루는, 대한민국의 작곡가 집단이다. 1992년 결성 이래 MMORPG의 게임 음악 제작에 종사해왔다.

## 멤버
- 권구희 (goopal)
- 이석진 (BlueBlue)
- 곽동일 (sevin (1993-2004)) 현재 S.F.A 소속
- 장성운 (Nikacha)
- 박진배 (Silhouetti ,ESTi)
- 박수일
- 남구민 (Nauts)

## 멤버가 참가한 작품
- 불기둥 크레센츠 - 1996, S&T 온라인
- 이스2 스페셜 - 한도흥산무역/만트라
- 서풍의 광시곡 - 1998, 소프트맥스
- 창세기전 3 - 1999, 소프트맥스
- 머털도사 108요괴편 - 1998, Orangesoft
- 레이디안 - 1999, 가람과 바람
- 포트리스 시리즈 - CCR
- 악튜러스 - 2000, 손노리/그라비티
- 라그나로크 온라인 - 2002, 그라비티
- 나르실리온 - 2002, 그리곤 엔터테인먼트
- 4leaf - 2000, 소프트맥스
- 테일즈위버 - 2002, 소프트맥스
- 드림체이서 - 2002, 소프트맥스
- 천랑열전 - 2003년, 그리곤 엔터테인먼트
- 씰온라인 - 2003, 그리곤 엔터테인먼트
- 코룸 온라인 - 2003, Netclue
- 마그나카르타 - 2004, 소프트맥스
- 팡야 - 2004, 엔트리브 소프트
- 요구르팅 - 2004, 타프시스템/엔틱스소프트
- 제네픽 온라인 - 2004, DNC 엔터테인먼트
- RF 온라인 - 2004, CCR
- 실크로드 온라인 - 2004. 조이맥스
- 그라나도 에스파다 - 2005, IMC게임스
- 라테일 - 2006, 엑토즈소프트
- 팡야 시즌3 - 2006, 엔트리브 소프트
- 디제이맥스 시리즈
- 프린세스 메이커 3
- 트리 오브 세이비어 - 2015(CBT), IMC게임즈

## 음반
1. Ragnarok Online soundTeMP Special Remix!! (2002)
2. The memory of RAGNAROK (2006)